# Microregione di Norte Araguaia
Norte Araguaia è una microregione dello Stato del Mato Grosso appartenente alla mesoregione di Nordeste Mato-Grossense.

## Comuni
Comprende 14 comuni:
- Alto Boa Vista
- Bom Jesus do Araguaia
- Canabrava do Norte
- Confresa
- Luciára
- Novo Santo Antônio
- Porto Alegre do Norte
- Ribeirão Cascalheira
- Santa Cruz do Xingu
- Santa Terezinha
- São Félix do Araguaia
- São José do Xingu
- Serra Nova Dourada
- Vila Rica